# جوئل لوپز (بازیکن فوتبال، زاده ۱۹۶۰)
جوئل لوپز (انگلیسی: Joël Lopez؛ زادهٔ ۳۰ اکتبر ۱۹۶۰) بازیکن فوتبال اهل فرانسه است.
از باشگاه‌هایی که در آن بازی کرده‌است می‌توان به باشگاه فوتبال بوردو اشاره کرد.